# Многополярность
Многополя́рность в политике предполагает наличие в мире нескольких полюсов силы, которыми являются наиболее могущественные державы (сверхдержавы), не связанные отношениями корпоративной дисциплины после распада биполярного мира (военный полюс, цивилизационный полюс, политический полюс и экономический полюс), не превосходящих и не распространяющих своё влияние друг на друга. 
Однако понятие «многополярности» часто путают с «многоцентричностью» — наличием в мире нескольких центров силы. 
В 1989 году с окончанием Холодной войны, биполярный мир (по сути — бицентричный) (США и СССР) после краха СССР и социалистического лагеря сменяется моноцентричным, где есть только одна сверхдержава (США) и страны, союзные ей.
В более широком смысле термин многополярность означает выход за рамки формальной логики, построенной на бинарных принципах («истина»-«ложь», см. Диалектика).
В начале 2000-х годов теория многополярности стала программной для целого ряда международных организаций и клубов развивающихся государств и стран, в том числе — БРИКС.